# Alberto Fernández de la Puebla

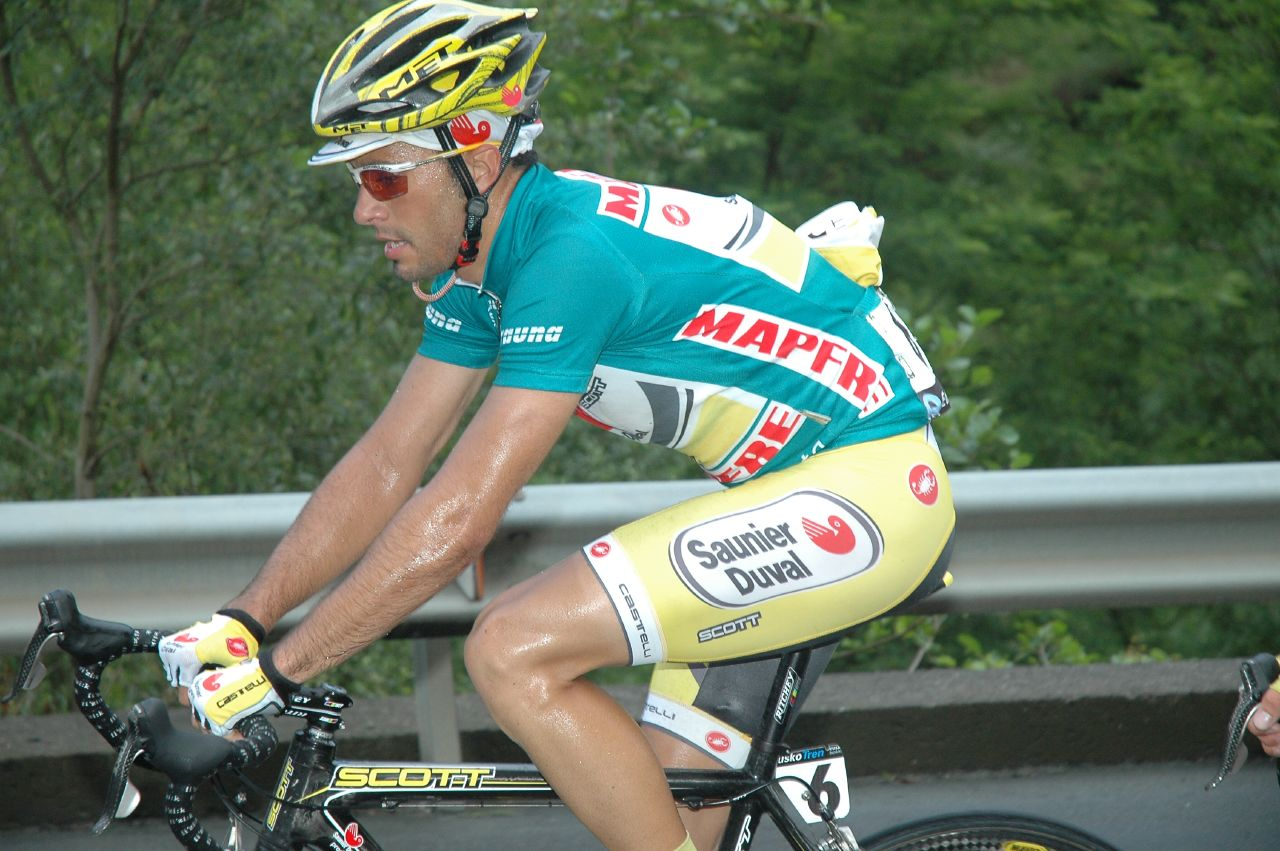
Alberto Fernández de la Puebla

Alberto Fernández de la Puebla Ramos (* 17. September 1984 in Madrid) ist ein ehemaliger spanischer Radrennfahrer.
Seine Profikarriere begann im Jahr 2006 beim spanischen Radsportteam Saunier Duval-Prodir. Seine größten Erfolge erzielte er 2007 als Etappensieger der Asturien-Rundfahrt und bei Euskal Bizikleta.
Bei einer Dopingkontrolle wurde Fernández im Oktober 2009 positiv auf das Blutdopingmittel EPO getestet und vorläufig gesperrt.

## Erfolge
2007
- eine Etappe Asturien-Rundfahrt
- eine Etappe Euskal Bizikleta

## Teams
- 2006 Saunier Duval-Prodir
- 2007 Saunier Duval-Prodir
- 2008 Saunier Duval-Scott / Scott-American Beef
- 2009 Fuji-Servetto